# Lonchopria alopex
Lonchopria alopex là một loài Hymenoptera trong họ Colletidae. Loài này được Cockerell mô tả khoa học năm 1917.